# Skansen Broni Morskiej

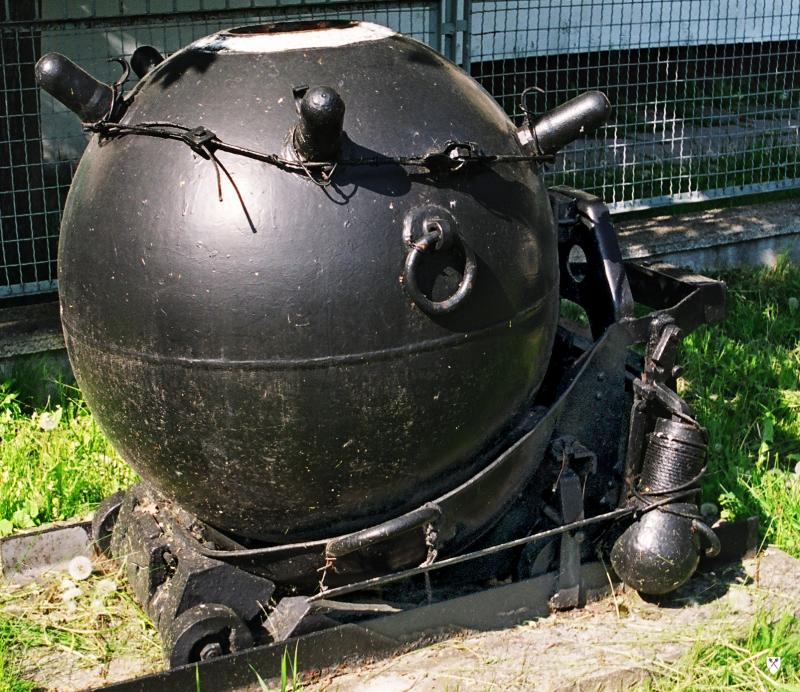
Mina kontaktowa wz. 08/39

Skansen broni morskiej – skansen, który znajdował się w Helu przy kasynie żołnierskim przy ul. Przybyszewskiego, zlikwidowany latem 2010 roku, a eksponaty przeniesiono do Muzeum Obrony Wybrzeża w Helu.

## Eksponaty
- działa
  - fragment armaty 152,4 mm z baterii im. Heliodora Laskowskiego
  - armata baterii nadbrzeżnej kalibru 130 mm/50 na pojedynczej podstawie B-13
- działa przeciwlotnicze
  - kalibru 85 mm/52 na pojedynczej podstawie 90-K (prawdopodobnie ze ścigacza okrętów podwodnych)
  - kalibru 37 mm/67 na pojedynczej podstawie 70-K
  - kalibru 37 mm/67 na podwójnej podstawie W-11M
  - kalibru 25 mm/79 na podwójnej podstawie 2M-3M
- wkm 12,7 mm/79 DSzK na podstawie M-38

- torpeda parogazowa (prawdopodobnie z kutrów torpedowych typu 183)
- wyrzutnia torpedowa (prawdopodobnie z kutrów torpedowych typu 183)
- miotacze bomb głębinowych
  - BMB-1
  - BMB-2
- miny morskie
  - M 1908/39 (występuje także pod oznaczeniem wz. 08/39)
  - M 1931 KB1
- wirnik turbiny parowej niszczyciela ORP Wicher II
- pływaki trałów
- korpus dalmierza

Uwaga: lista niepełna, przy niektórych eksponatach brak tabliczek.